# Partido Conservador de Georgia
El Partido Conservador de Georgia (en georgiano: საქართველოს კონსერვატიული, romanizado: Sakartvelos Konservatiuli Partia; SKP) es un partido político georgiano de centroderecha y nacionalista, establecido en 2001.

## Historia
Inicialmente, bajo el liderazgo de Zviad Dzidziguri, el partido estuvo aliado con el gobierno de Mijeíl Saakashvili y el Movimiento Nacional Unido hasta 2004. Luego se pasó a la oposición y se unió al Consejo Nacional Unido, coalición que llevó a Levan Gachechiladze como candidato presidencial en las elecciones presidenciales de 2008, quedando en segundo lugar. 
El partido desde 2012 hasta 2019 fue parte de la coalición del Sueño georgiano, siendo parte del gobierno georgiano.
El partido se unió a la Alianza de los Conservadores y Reformistas Europeos el 1 de noviembre de 2014.

## Ideología
El Partido Conservador de Georgia se concentra en la protección de los valores étnicos y religiosos y el idioma georgiano. Según los estatutos del partido, sus objetivos son:
En política interna, sus objetivos son el establecimiento de un estado georgiano unido y democrático, establecimiento del patriotismo estatal, visión e ideales nacionales. Además, promueve la preservación de la identidad étnica, confesional, cultural y tradicional.
También se establecen como prioridad la defensa de principios democráticos en el gobierno estatal y autogobierno completo de las unidades territoriales en todos los niveles.
El programa económico del partido promueve la protección de la propiedad privada, la autonomía privada de las actividades empresariales y no empresariales. El partido defiende medidas para la superación de la pobreza, implementando de programas sociales para los estratos más pobres.
Las prioridades de política exterior del partido son estauración de la integridad territorial, retirada de las tropas rusas de Georgia, integración en las estructuras europeas y la OTAN.

## Resultados electorales

### Elecciones parlamentarias
| Elección | Votos   | %     | Representantes | +/–         | Posición | Coalición              |
| -------- | ------- | ----- | -------------- | ----------- | -------- | ---------------------- |
| 2008     | 314.668 | 17,73 | 1/150          | Nuevo       | 2º       | Consejo Nacional Unido |
| 2012     | 5826    | 0,27  | 6/150          | 5           | 1º       |                        |
| 2016     | 856.638 | 48,68 | 6/150          | Sin cambios | 1º       | Sueño georgiano        |
| 2020     | 3.124   | 0,16  | 0/150          | 6           | 21º      |                        |